# 氧化物自由能图
氧化物自由能图，又称埃林汉姆图(英語：Ellingham diagram)，是一种在热力学中用于说明物质稳定性对温度的依赖性的图表。这种分析通常被用于评估还原金属氧化物和硫化物的难易程度。这种图表是由英国物理化学家哈罗德·埃林汉姆于1944年最先制作，故得名埃林汉姆图。在冶金学中，氧化物自由能图被用于预测金属，其氧化物和氧间的平衡温度—在延伸使用中，还包括金属与硫，氮和其他非金属的反应。这种图表还可用于确定在某种条件下一种矿石是否会被还原为其对应的金属单质。这种分析在本质上是热力学的，而忽略了化学动力学因素。因此，由氧化物自由能图预计为顺利进行的反应，其实际历程可能会很慢。

## 热力学
氧化物自由能图，实际上是以下热力学定律（热力学第二定律）的图像形式：一个反应，当且仅当吉布斯自由能变，ΔG（它的值等于ΔH − TΔS）为负时才能发生。其中ΔH是焓变，而ΔS是熵变。

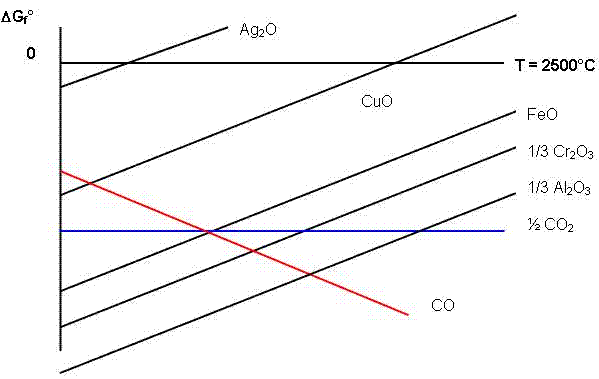
一个简单的氧化物自由能图，包括了一些金属和碳的氧化物自由能

对于每一个氧化反应，氧化物自由能图把自由能变（ΔG）作为因变量，温度作为自变量。为了便于比较，所有ΔG都是指消耗同样量的氧气带来的自由能变——有时是消耗1摩尔O（即1⁄2摩尔O
2)；有时则是1摩尔O
2。以上面的图为例，由于每个反应消耗1摩尔O，故标记为Cr
2O
3的图线是指以下反应的ΔG：2/3 Cr(s) + 1⁄2 O
2(g) → 1⁄3 Cr
2O
3(s)。这个反应的自由能变是三氧化二铬生成自由能（ΔGf°）的1⁄3。
由于存在两种氧化产物，碳在图上有两条图线：红线是生成CO的反应：C(s) + 1⁄2 O
2(g) → CO(g)。由于反应中气体数量增加，ΔS为正，图线斜率为负。而生成CO2的图线（蓝线）则几乎是水平的，因为以下反应：C(s) + O
2(g) → CO
2(g)的气体分子数不变，使得ΔS很小。
由于这种分析是基于纯粹的热力学之上，一个热力学自发的反应，可能由于活化能（EA）高而难以进行。
如果有两种金属与氧气共存，那么就会出现两个平衡。ΔG更负的那种金属将会生成氧化物，另一种则会保持还原态。

## 特征
1. 在图中，金属氧化物的自由能图像一般为一条斜率为正的直线。这一斜率与ΔS成正比，而它在一定程度上可看做是一个不随温度变化的常数。
2. 在图中，一种金属的图线越低，则其氧化物的稳定性越强。例如，铝的图线（氧化铝）就位于铁（Fe
2O
3）之下，因此可用铝热炼铁。
3. 金属氧化物的稳定性随温度的上升而减小。那些位于图表上方的不稳定氧化物，如Ag
2O和HgO，受热极易分解。
4. 二氧化碳（CO
2）的生成自由能几乎是与温度无关的，而一氧化碳（CO）的生成自由能则具有负斜率，并且在约700 °C处与CO
2的线段相交。按照Boudouard反应，一氧化碳是高于700 °C时碳的主要氧化产物，并且温度越高，碳的还原能力越强。
5. 两条线间的间隔越大，下面那条线对应的还原剂的效力越大。
6. 两条相交的线指示一个氧化-还原平衡。 对于一种指定的还原剂，只有温度高于交点温度时反应才能发生，因为这时还原剂的ΔG图线才低于氧化物的。换言之，在温度低于交点温度时，氧化物即使在还原剂存在时仍不被还原，只有高于这一温度才可以被还原。

### 还原剂的选择
在工业过程中，还原金属时常常用到所谓的碳热反应，也就是使用碳作为还原剂的还原反应。其中的一个原因就是碳能以煤这样的廉价形式出现，并且稍加处理即可变为焦炭。而且，碳与氧生成的氧化物是气态的一氧化碳和二氧化碳，因此它的热力学氧化过程与金属不同：它的氧化反应自由能变（ΔG）在高温（高于700 °C）下更负些。由上述可知，碳可作为一种工业用还原剂。通过利用这一性质，金属的还原反应可以在更低的温度下进行。

## 应用
氧化物自由能图常用于冶金工业中，因为该图有助于针对不同种类的矿石选择合适的还原剂来进行还原和提纯。它也被用于指导如何从金属中移除痕量杂质。以下是几个例子。

### 赤铁矿还原剂的选用
在熔融铁矿石的过程中，铁矿石会在高炉的顶部被还原，该处的温度范围约600 – 700 °C。按照氧化物自由能图的说明，这时一氧化碳的还原性比碳还要强。这是因为以下反应：
2 CO + O
2 →  2 CO
2
的自由能变比以下反应更负：
2 C  +  O
2 →  2 CO.
这也就说明了，为什么在高炉的上部分，赤铁矿会被CO（由高温下底部赤铁矿在高温下不完全氧化产生）所还原，即使有碳的存在（尽管实际上更多的是动力学因素，即一氧化碳和赤铁矿的固-气反应比碳的固-固反应进行的更快）。

### 三氧化二铬的还原-碳还原的缺陷
在氧化物自由能图中，反应2C(s) + O
2(g) →  2CO(g)图线的斜率为负，并最终降到所有金属的图线之下。因此，在极高的温度下，碳（理论上）能成为所有金属氧化物的还原剂。但在这样的温度下，生成的铬会与碳立即反应生成对应的碳化物，使获得的铬金属具有一些人们不想具有的性质。所以，对于三氧化二铬的高温热还原，碳是不能被使用的。

### 铝热过程

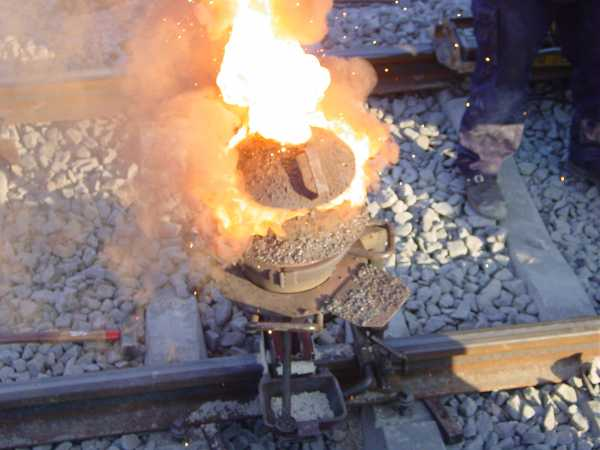
用于铁轨焊接的铝热反应。随后，生成的液态铁很快流入模子中成型

在图中，铝的图线位于铬，铁等大多数金属的图线之下。因此，铝可以作为大多数金属氧化物的还原剂，比如以下的例子：
每消耗1mol氧气，生成三氧化二铬和氧化铝的自由能变分别为-540kJ和-827kJ每摩尔。两个过程的方程式为：
{\displaystyle {4 \over 3}Cr_{(s)}+O_{2(g)}\rightarrow {2 \over 3}Cr_{2}O_{3}} (1)
{\displaystyle {4 \over 3}Al_{(s)}+O_{2(g)}\rightarrow {2 \over 3}Al_{2}O_{3}} (2)
第二个方程减去第一个方程，得到：
{\displaystyle {2 \over 3}Cr_{2}O_{3(s)}+{4 \over 3}Al_{(s)}\rightarrow {2 \over 3}Al_{2}O_{3}+{4 \over 3}Cr}
{\displaystyle \Delta G^{0}=-287kJ}
因此氧化铝比三氧化二铬更稳定（至少在常温下，而且事实上直到这两者的分解温度为止都是这样）。这样一来，由于总反应自由能变为负，故铝能还原三氧化二铬。
在热冶学中，铝常在铝热反应中用作铬，锰的还原剂，从它们的氧化物中夺取氧来得到金属单质。